# Sint-Elisabethsvloed (1424)
De derde Sint-Elisabethsvloed vond plaats van 18 op 19 november 1424, de naamdag van Sint-Elisabeth. Hij trof vooral Zuidwest-Nederland.
Deze stormvloed had vooral effect op de wilskracht van veel mensen. Bij de tweede Sint-Elisabethsvloed van 1421 waren grote gebieden in Zuidwest-Nederland onder water gelopen. Na deze stormvloed was men begonnen aan het opnieuw herdijken van ondergelopen polders. Dit bleek echter niet erg succesvol omdat er twee grote bressen aan weerszijden van de Grote Waard waren ontstaan waardoor er een min of meer permanente stroming door de Waard was ontstaan. Dergelijke stroomgaten waren met de toenmalige middelen niet te dichten. Als gevolg van de derde Sint-Elisabethsvloed werd de situatie nog erger. Daarna heeft men ook niet meer geprobeerd de Hollandse Waard te herstellen en ontstond de Hollandse Biesbosch. Ook het land van Saeftinge had het zwaar te verduren onder deze stormvloed.
Behalve de zuidelijke delen van Nederland werd ook de rest van het kustgebied getroffen. Er werden bressen geslagen in de Westfriese Omringdijk en langs de kust liepen delen van Friesland onder. Ook gebieden rond de monding van de Dollard kregen met de stormvloed te maken.